# 타르투주

타르투 주의 위치

타르투주(에스토니아어: Tartu maakond)는 에스토니아 동부에 위치한 주로 주도는 타르투이며 면적은 2,993km2, 인구는 150,535명(2011년 기준), 인구 밀도는 50명/km2, ISO 3166-2 코드는 EE-78이다. 동쪽으로는 페이푸스호, 남동쪽으로는 펄바 주, 남서쪽으로는 발가 주, 서쪽으로는 빌리안디 주, 북쪽으로는 여게바 주와 접한다.

주기
주 문장

## 하위 행정 구역

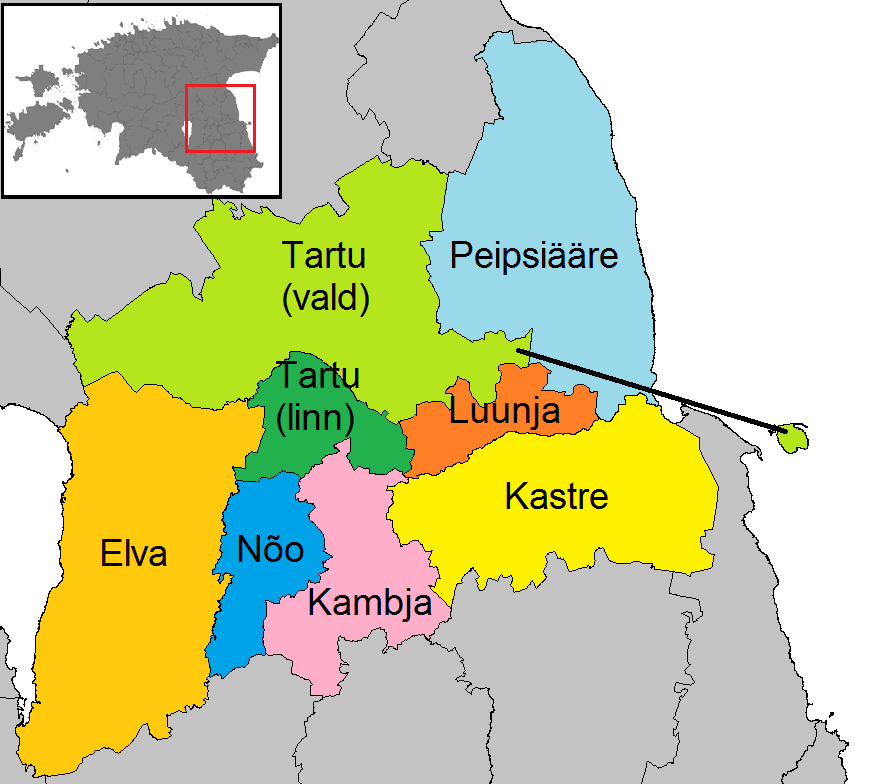
타르투 주의 하위 행정 구역

타르투 주는 8개 지방 자치체를 관할하는데 1개 시, 7개 군으로 나뉜다.
- 엘바군
- 캄비아군
- 카스트레군
- 루니아군
- 너오군
- 페입시애레군
- 타르투군
- 타르투시